# Capannoli
Capannoli település Olaszországban, Toszkána régióban, Pisa megyében. Lakosainak száma 6386 fő (2023. január 1.). Capannoli Palaia, Peccioli, Ponsacco, Pontedera, Terricciola és Casciana Terme Lari községekkel határos.

## Népesség
A település népessége az elmúlt években az alábbi módon változott:
| Lakosok száma | 6346 | 6359 | 6386 |
|               | 2017 | 2018 | 2023 |